# Canthyporus loeffleri
Canthyporus loeffleri är en skalbaggsart som beskrevs av Wewalka 1981. Canthyporus loeffleri ingår i släktet Canthyporus och familjen dykare. Inga underarter finns listade i Catalogue of Life.